# Prensa Hispana
Prensa Hispana (anteriormente se llamó Prensa Mexicana) es un periódico familiar que se distribuye gratuitamente todos los jueves en Phoenix (Arizona), Fue creado en 1989 por José Luis Valenzuel y Luis C. Mier. Mientras que su director de relaciones públicas y prensa es Manuel García Lafarga. 
El periódico ha ganado con el paso de los años varios reconocimientos entre ellos el ser la mejor publicación en español de Arizona. El semanario cuenta con dos reporteros que también han sido galardonados en numerosas ocasiones y con colaboradores regulares que ayudan con el contenido editorial.

## Sobre el periódico
La ética de trabajo de Prensa Hispana y el compromiso con la comunidad hispana le permite liderar la preferencia de los lectores de los periódicos y revistas en español en Arizona. Parte fundamental del trabajo consiste en escuchar las necesidades de clientes, lectores y miembros de la comunidad para mejorar e impulsar sus publicaciones, que además de informar se ha convertido en uno de los mejores intermediarios entre el consumidor y los anunciantes.
El contacto directo con la gente, el profesionalismo y compromiso del equipo de trabajo ha sido una estrategia para alcanzar la excelencia y la clave para mantenernse como la publicación número uno en el estado de Arizona.
El periódico Prensa Hispana es una publicación informativa semanal gratuita que se distribuye en el 85% del “Estado del Gran Cañón”. Con un tiraje de 65 mil ejemplares por edición ha logrado penetrar en el mercado latino con un sistema de circulación que cubre desde un abarrotes pequeños hasta las grandes cadenas de supermercados, restaurantes, hospitales, colegios, universidades, entre otros negocios y puntos estratégicos de más de 60 comunidades de Arizona.
Prensa Hispana es una publicación que se fundamenta en las raíces latinas de los fundadores y lectores, respetando su cultura, promoviendo la diversidad, con la promoción del idioma español y la riqueza de la lengua heredada de sus padres. 
El compromiso se afirma cada día, en pos de informar, educar y entretener;  Además de participar en los eventos de la comunidad, en ferias de salud, festivales, musicales, foros informativos y exposiciones. 
Aunque se reparten 65 mil periódicos cada jueves y cuentan con una audiencia de más de 350 mil lectores por semana, el lema es no olvidarse de los orígenes y para quién se escribe, ello ha ampliado la presencia del periódico en el mercado hispano de Arizona, así como los patrocinios, las alianzas y la participación en los eventos de mayor relevancia en el “Valle del Sol” y todo el estado. Prensa Hispana cubre temas comunitarios, de política, educación, deportes, entretenimiento, negocios, inmigración y reportajes especiales que no se limitan a Phoenix, sino que incluyen un área desde Tucson hasta Flagstaff, el Valle y los diferentes condados de Arizona.
¡Estamos orgullosos de lo que hacemos, de lo que somos y de lo que nos ha hecho crecer!  definen los autores de un periódico que pretende contribuir con el crecimiento y desarrollo de la comunidad hispana en Arizona y Estados Unidos a través de un periodismo de excelencia, veraz, oportuno y confiable, que fortalezca los valores, estreche lazos entre culturas y promueva la verdad.

## Contenido
Cuenta con 30 páginas dividida en 4 secciones, cubre básicamente noticias locales, salud, espectáculos, negocios, opinión, deportes, mundo, sociales, clasificados, entre otras más. 

## Localización
809 E Washington St
Phoenix, AZ 85034
602-256-2443